# Athlītikos Syllogos Orpheas Leukōsias
L'Athlītikos Syllogos Orpheas Leukōsias  (in greco Αθλητικός Σύλλογος Ορφέας Λευκωσίας, cioè Società Sportiva "Orfeo" Nicosia) o più semplicemente Orpheas Nicosia è una squadra di calcio cipriota della capitale Nicosia.

## Storia
Il club è stato fondato nel maggio del 1948. Ha partecipato alla A' Katīgoria in quattro occasioni, tutte consecutive, tra il 1959-1960 e il 1962-1963, ottenendo come miglior risultato un settimo posto.

## Palmarès

### Competizioni nazionali
- B' Katīgoria: 1

1957-1958, 1964-1965
- G' Katīgoria: 1

1978-1979
- D' Katīgoria: 1

2002-2003

### Altri piazzamenti
- B' Katīgoria:

Secondo posto: 1979-1980
Vincitore di Girone: 1954-1955 (Girone 1), 1955-1956 (Girone 1)